# Musée de Villèle

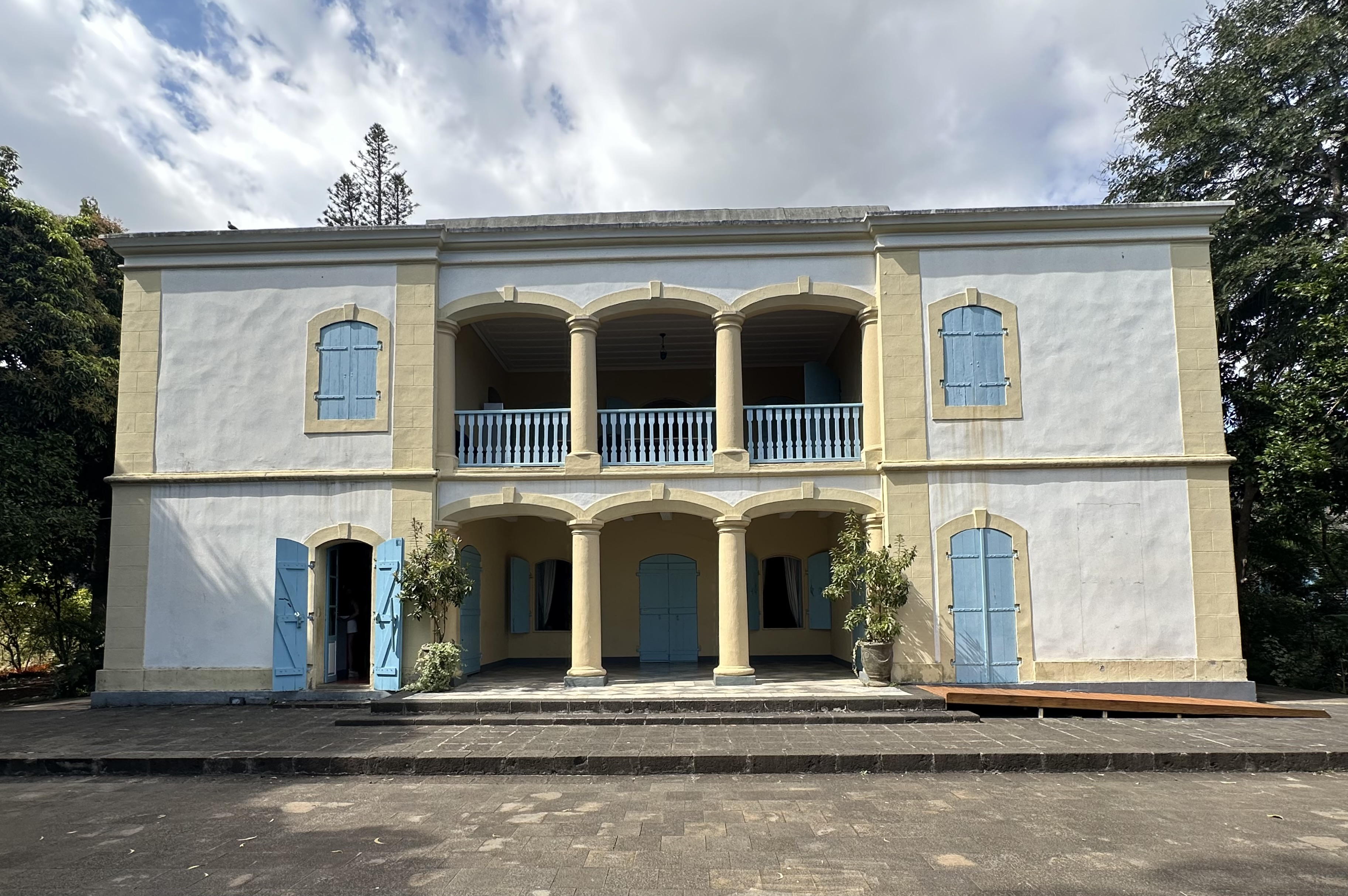
Musée de Villèle, Westseite, 2024

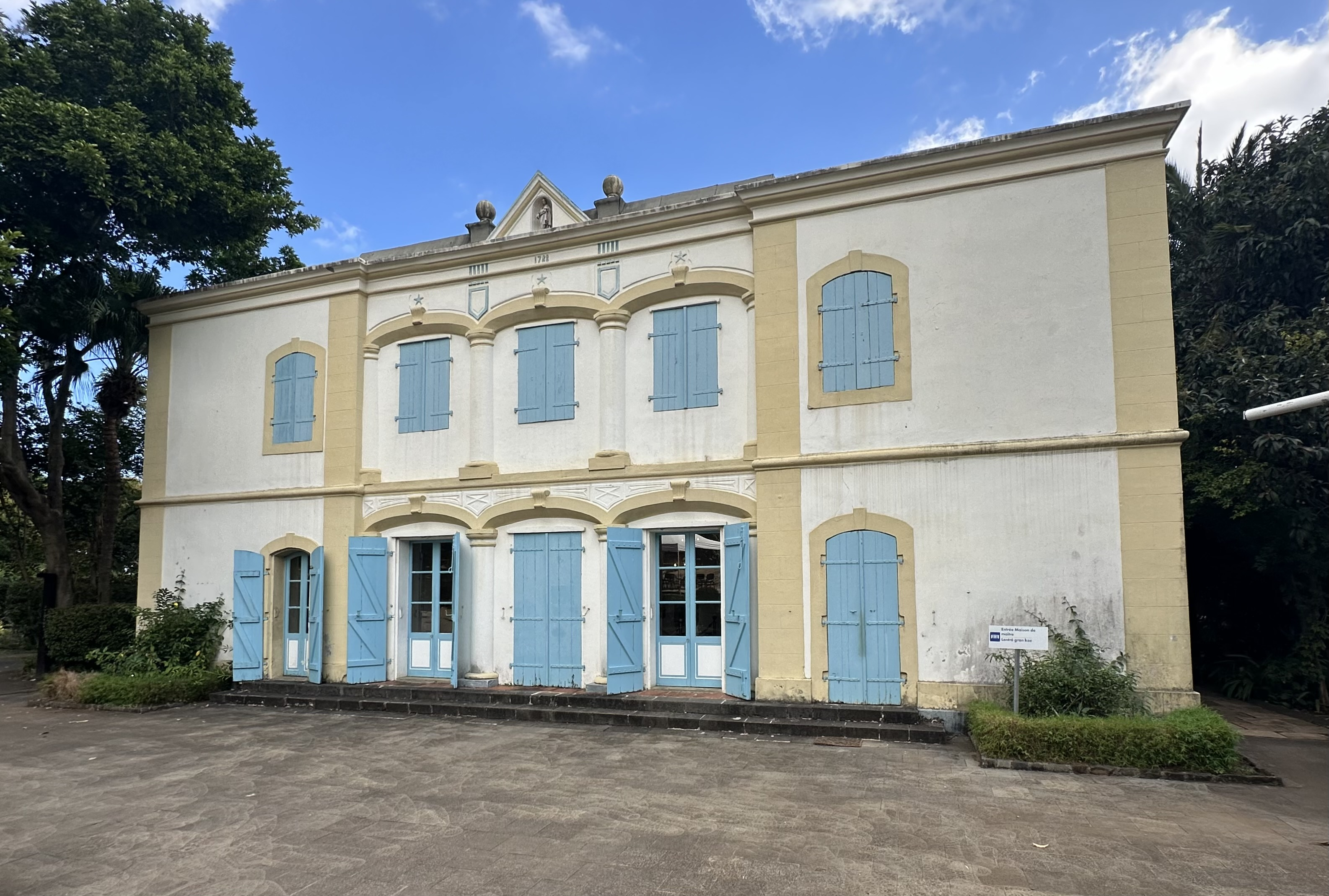
Ostseite

Das Musée de Villèle, auch Maison de Maître, ist ein Museum im französischen Übersee-Département Réunion. Es befasst sich mit der Geschichte der Plantagenwirtschaft und der Sklaverei.

## Lage
Das Museum befindet sich auf der Westseite der Insel Réunion im Gebiet der Gemeinde Saint-Paul in Villèle, nahe bei Saint-Gilles-les-Hauts.

## Geschichte
Das denkmalgeschützte Gebäude ist ein Herrenhaus aus der Kolonialzeit und wurde von der Familie Panon-Desbassayns erbaut. Der Reichtum der Familie ging auf den Anbau von Baumwolle und Kaffee im 18. Jahrhundert zurück. Die Familie vereinte in der zweiten Hälfte des 18. Jahrhunderts mehrere Grundstücke zu einem Anwesen. 1780 umfasste es 306 Hektar und 1791 420 Hektar. 1845 waren es 492 Hektar, wobei 277 Hektar in der näheren Umgebung konzentriert waren. Ab den Jahren 1825 bis 1827 wurde Zuckerrohr angebaut. Noch bis 1848 bestand die Belegschaft aus Sklaven. Im Jahr 1845 lebten 295 Sklaven auf der Plantage. Nach der Abschaffung der Sklaverei wurden dann 200 Arbeiter beschäftigt.
Im Gebäude lebte Ombline Desbassayns (1755–1846), sie gilt als Symbolfigur einer rücksichtslosen Sklavenhaltung. Ihre Tochter Gertrude (1787–1878) heiratete 1803 den aus Toulouse stammenden Aristokraten Jean-Baptiste de Villèle. Ihre Nachkommen lebten bis 1975 im Haus. Ab 1824 entstand die Zuckerfabrik Desbassayns, ab 1841 wurde die Chapelle Pointue als Hauskapelle des Anwesens errichtet.
In der zweiten Hälfte des 19. Jahrhunderts geriet die Zuckerwirtschaft auf Réunion in die Krise. Es folgten Veränderungen in der Verwaltung. 1927 wurde die Société anonyme de Saint-Gilles gegründet. Sie kam 1960 an die Crédit foncier colonial, die 1970 in Sucreries de Bourbon umfirmierte.
Im 20. Jahrhundert erfolgte eine Bewirtschaftung durch Siedler, die einen Teil der Ernte an die Eigentümer der Plantage abzugeben hatten.
1974 erwarb das Departement das Anwesen für einen symbolischen Französischen Franc, wobei die Umwandlung in ein Museum vereinbart wurde. Auf dem Anwesen wurde dann als drittes Museum der Insel ein Museum in Verwaltung des Departements eingerichtet, das seit 2002 als Musée de France geführt wird.
Am 16. Juni 1997 wurde das Anwesen als historisches Denkmal eingetragen, seit dem 12. Dezember 2019 besteht eine vollständige Klassifizierung.

## Sammlung

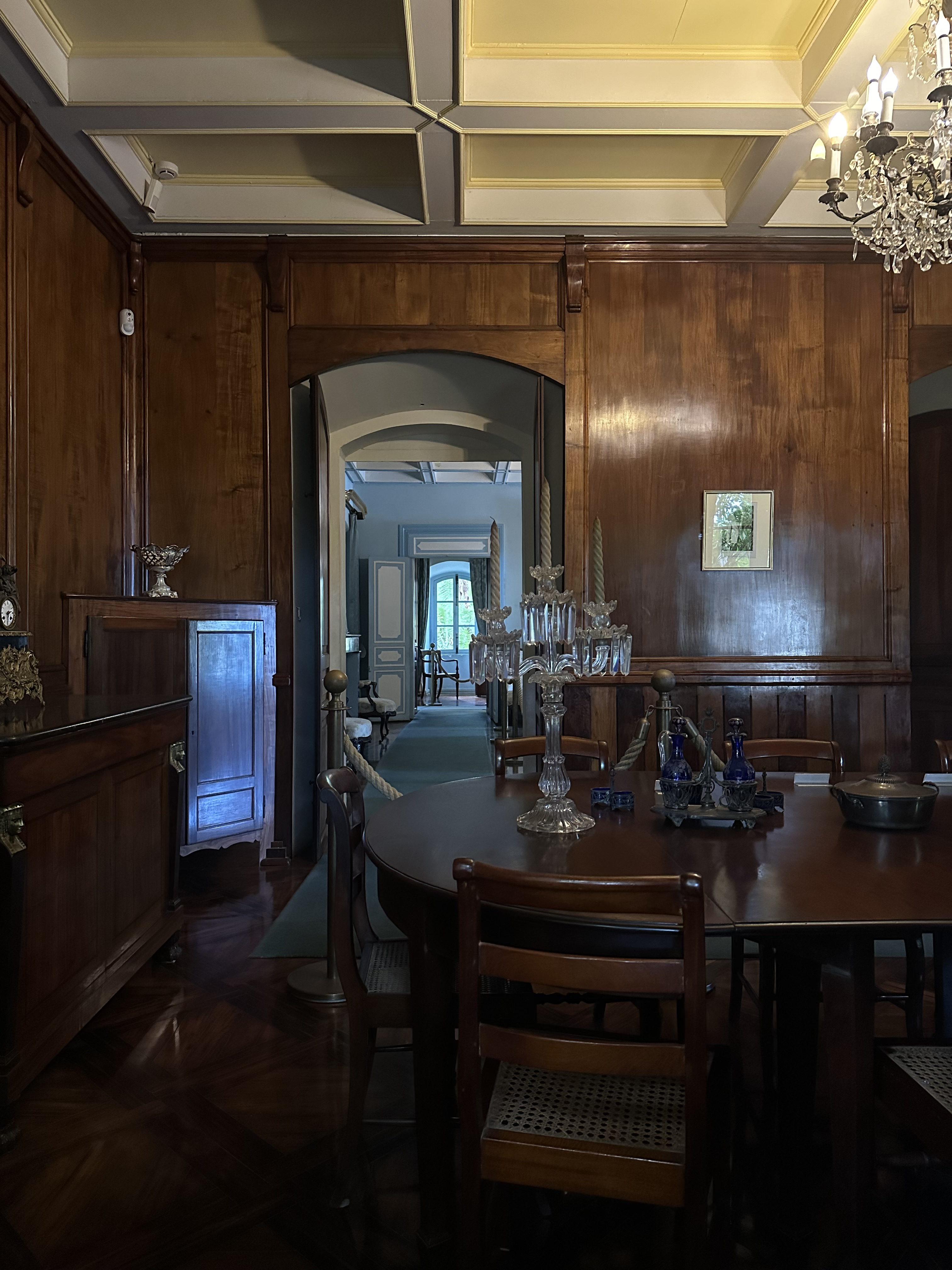
Erdgeschoss

Das Museumsgelände umfasst 10,5 Hektar. Neben dem Haupthaus gehören dazu auch eine kreolische Küche, die bis in die 1970er Jahre in Betrieb war, der Schindelpavillon, die alte Krankenstation für Sklaven, die Hauskapelle sowie Reste der ehemaligen Zuckerfabrik.
Bereits 1974 gehörten 80 historische Möbel mit zum Haus, die zum größten Teil in den sieben Räumen des Erdgeschosses des Herrenhauses ausgestellt sind, darunter Objekte aus der Zeit Ludwig XVI. und das Wohnzimmer im Stil Ludwig XV. Andere Teile kamen aus der Sammlung des Musée Léon Dierx hinzu. Hieraus stammen auch mehrere Waffen, so die Schwerter Leutnants Sicre de Fontbrune, der Truppen bei der Belagerung von Madras kommandierte, und des Kommandanten Jean-Baptiste Azéma. Gezeigt wird auch das Gewehr François Mussards und die Gitarre der Dichterin Célimène.
In den 1970er Jahren wurden sechs Schiffsmodelle erworben, die im 18. Jahrhundert auf Mauritius von der Werft Comajora gebaut worden waren.
Seit 1989 werden fortlaufend weitere Objekte angekauft. Darunter befanden sich 26 Lithografien des aus Mauritius stammenden Künstlers Robert Edouard Pitot, die Reise um die Welt von Cyrille Laplace und von Abbé Barrère gezeichnete Ansichten von Saint-Paul.
In den 2000er Jahren gab die Familie Villèle mehrere Sachspenden, darunter Silberstücke und Porträts. Anne-Marie und Michel Polenyk spendeten 2012 eine größere Summe, so dass mehr als 2000 Dokumente, französische, englische und deutsche Zeitschriften, Karten, Postkarten, Fotos und Bücher, letztere vor allem zu Entdeckern im südlichen Afrika, erworben werden konnten.
Es gibt auch einen Bereich für wechselnde Ausstellungen. Nordöstlich des Herrenhauses steht die Skulptur der Madame Desbassayns, südlich liegt die Ruine der Zuckerfabrik Desbassayns.

## Architektur
Es ist zweigeschossig mit schlichter symmetrischer Fassade und war das Haupthaus einer Plantagenwirtschaft. Der dreiachsige Mittelteil ist mit Säulen bzw., zur Meerseite hin, Veranda und Loggia betont. Errichtet wurde der Bau aus Basalt und Ziegeln. Im 18. und 19. Jahrhundert wurde die Fassade mit einem weißen glatten Putz versehen. Die heutige Gestaltung der Fassade besteht seit dem Ende des 19. bzw. Anfang des 20. Jahrhunderts.
Ein mit Schindeln bedeckter Holzpavillon wurde 1987 restauriert.